# Động Phong Nha

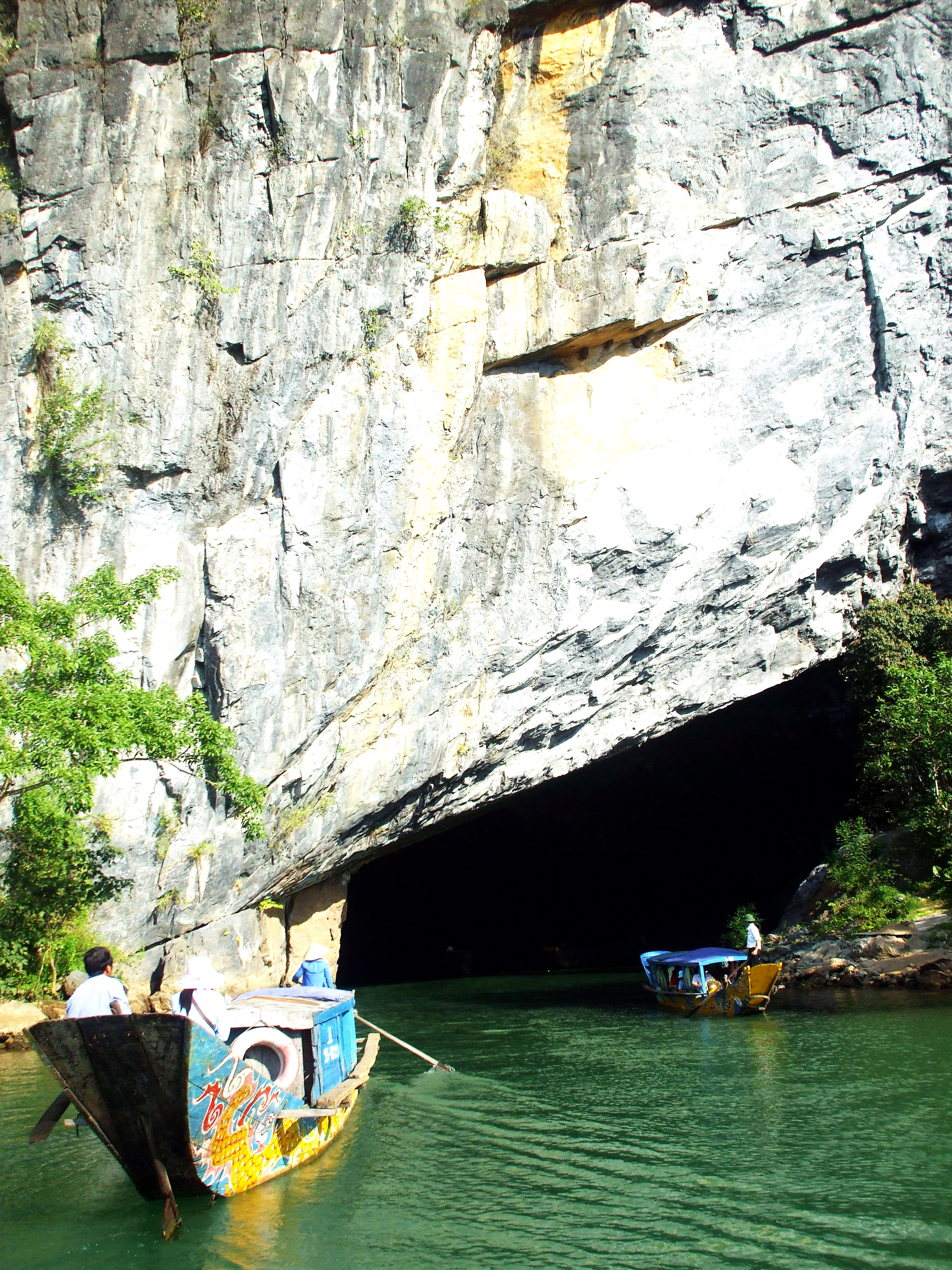
Cửa động Phong Nha

Động Phong Nha là một hang động trong Vườn quốc gia Phong Nha - Kẻ Bàng, Di sản thế giới được UNESCO công nhận tại tỉnh Quảng Trị, Việt Nam. Độ dài 7.729 mét và có 14 hang động, cũng như một con sông ngầm dài 13.969 mét. Trong khi các nhà khoa học đã khảo sát 44,5 km các lối đi, khách du lịch chỉ được phép khám phá 1500 mét đầu tiên.

## Khí hậu
Khí hậu tại Động Phong Nha mát mẻ và dễ chịu, đôi khi có mưa lớn.

## Địa hình
Động Phong Nha, nơi đặt tên cho toàn bộ hệ thống và công viên, nổi tiếng với các khối đá được đặt tên như "Sư tử", "Động Tiên", "Triều đình" và "Phật". Động Phong Nha dài 7729 mét nhưng khách du lịch chỉ có thể đi sâu vào khoảng cách 1500 mét và có một số hang động hoặc phòng, bao gồm cả hang Bi Ký.
Hệ thống hang động có các lối đi ngầm và hang động sông chứa đầy nhũ đá và măng đá. Các măng đá từng đứng ở lối vào hang động dường như đã truyền cảm hứng cho tên gọi của hang: Phong Nha có nghĩa là "Gió và Răng".
Phong Nha nổi tiếng với các khối đá có tên gọi hấp dẫn như 'Sư tử', 'Kỳ lân', 'Voi quỳ' và 'Phật'. Sau khi chảy khoảng 19 km dưới lòng đất, sông Son xuất hiện từ cửa hang này, chảy qua một khu vực rộng lớn của những ngọn núi đá vôi xung quanh Phong Nha.
Phong Nha đã được bình chọn là một trong những hang động tuyệt vời nhất thế giới vì một số lý do: vì có dòng sông ngầm dài nhất, vì hồ ngầm đẹp nhất, vì lối vào cao nhất và rộng nhất, vì hang động khô đẹp nhất và rộng nhất, vì bãi cát và rạn san hô đẹp nhất, cũng như vì những nhũ đá, măng đá ngoạn mục nhất và hang động nước dài nhất.